# グレイバック級潜水艦
グレイバック級潜水艦（グレイバックきゅうせんすいかん 英語: Grayback class submarine）は、アメリカ海軍の潜水艦の艦級。本級はアメリカ海軍初の巡航ミサイル潜水艦であった。通常動力型であり、艦前部上方にコブ状の格納庫を装備し、レギュラス巡航ミサイルを運用可能であった。同型艦は2隻。

## 概要
アメリカ海軍の戦略攻撃用潜水艦である。1946年から開発していたレギュラス巡航ミサイルは、潜水艦からも発射可能なものであり、核弾頭を搭載し、有用な戦略兵器となりえるものであった。
1950年代に入り、実用化の目処が付き始めると、これを搭載する潜水艦を建造することとなった。レギュラスは有翼ミサイルであり、円滑な運用のために、大きな開口部付きの専用のミサイル倉を持つ潜水艦が求められた。これにより、タング級潜水艦を改設計し、レギュラス搭載用のグレイバック級潜水艦が建造された。
一番艦のグレイバック(SSG-574)は1957年に就役している。艦の前部に円筒形ミサイル倉を2基装備し、そこにレギュラス巡航ミサイルを搭載している。レギュラスIは4発は搭載でき、レギュラスII（開発中止）は2発が搭載できた。ミサイル発射機1基が装備され、発射にあたっては、浮上の後、ランチャーを展開させる必要があった。1960年にはポラリス潜水艦発射弾道ミサイルを搭載したジョージ・ワシントン(SSBN-598)が作戦配備されたことにより、戦略兵器としては陳腐化し、他用途へ転用された。

## 同型艦
- グレイバック (USS Grayback, SS/SSG/APSS/LPSS-574)：1958年3月7日就役、1984年1月15日予備役編入、同16日除籍、1986年4月13日 スービック湾近海で標的として撃沈処分
- グロウラー (USS Growler, SS/SSG-577)：1958年8月就役、1980年8月除籍、1988年9月29日～ イントレピッド海上航空宇宙博物館にて記念艦として公開中